# Victor Basch

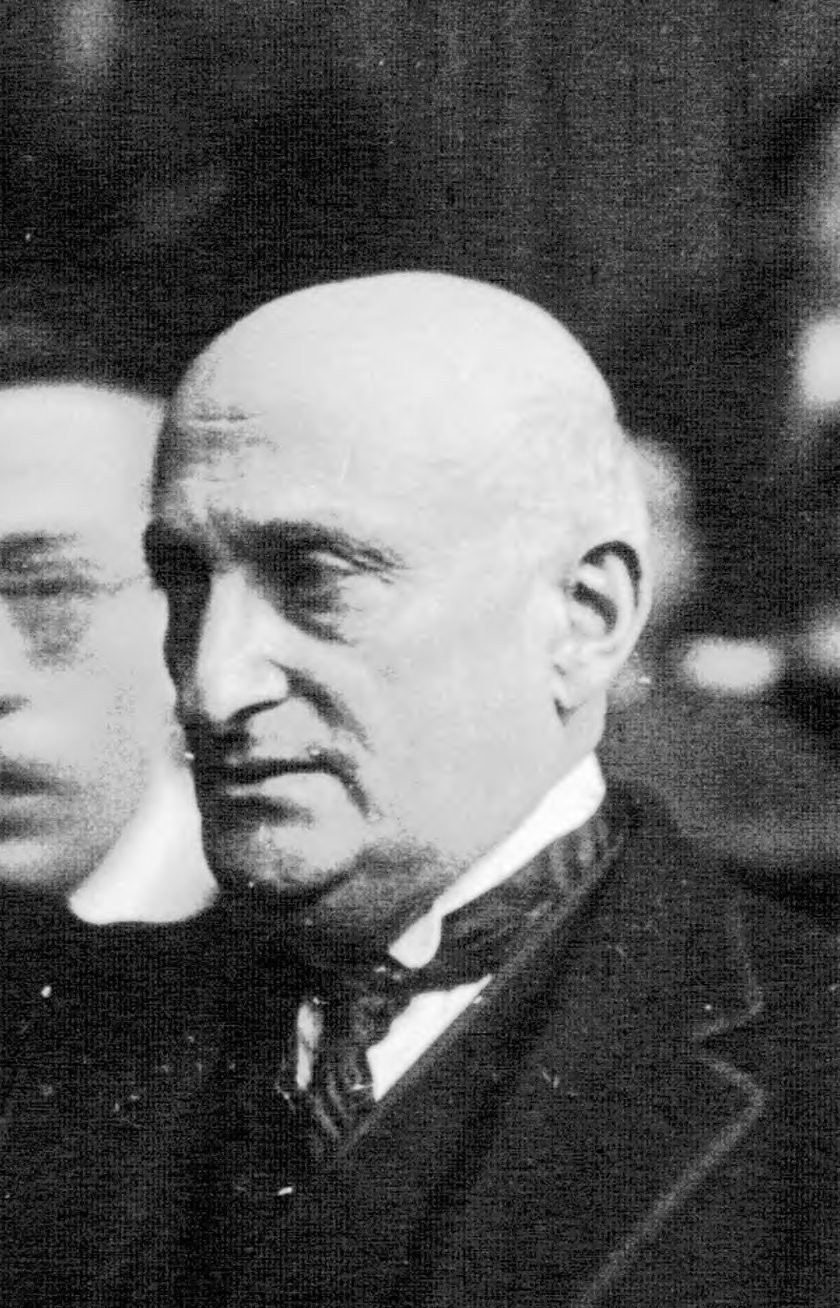
Victor Basch in 1926

Victor Guillaume Basch (Pest, 18 augustus 1863 - Lyon, 10 januari 1944) was een Frans filosoof en mensenrechtenactivist.

## Levensloop
Basch werd geboren in een Joodse familie in Hongarije. Zijn vader was journalist. Hij groeide op in Frankrijk en liep school aan het Lycée Condorcet te Parijs. Hij studeerde Duits aan de Sorbonne-universiteit en werd in 1887 professor filosofie en Duits aan de universiteit van Nancy. Later gaf hij ook les aan de universiteit van Rennes en vanaf 1918 aan de Sorbonne. Daar doceerde hij esthetica. Hij was een pleitbezorger tegen de veroordeling van Alfred Dreyfus (Dreyfusaffaire) en werd in 1898 lid van de Ligue Française pour la Défense des Droits de l'Homme et du Citoyen. Hij was medeoprichter van de Franse Ligue des droits de l'Homme en werd in 1926 voorzitter van deze organisatie. Hij was ook een van de leiders van de Joodse organisatie Alliance Israélite Universelle.
Politiek was Basch socialistisch en hij was een verdediger van de Volksfrontregering (1936-1938).
Na het begin van de Tweede Wereldoorlog vluchtte Basch met zijn vrouw naar Lyon, dat in de Vrije Zone lag, het deel van Frankrijk dat niet bezet werd door Duitsland. Hij was actief in het verzet en werd gezocht door het Vichy-regime. Basch werd op 10 januari 1944 samen met zijn vrouw aangehouden door leden van de Milice française. Zij vermoordden het echtpaar nog diezelfde dag.

## Geschriften
(selectie)
- Essai critique sur l'esthétique de Kant (1896)
- La guerre de 1914 et le droit (1915)
- Les doctrines politiques des philosophes classiques de l'Allemagne (1927)
- Essais d'esthétique de philosophie et de littérature (1934)